# Савченко, Игорь Андреевич
Игорь Андреевич Са́вченко (28 сентября (11 октября) 1906, Винница — 14 декабря 1950, Москва) — советский кинорежиссёр, сценарист, драматург, актёр, педагог. Заслуженный деятель искусств РСФСР (1944). Лауреат трёх Сталинских премий (1942, 1949, 1952 — посмертно).

## Биография
Родился 28 сентября (11 октября) 1906 года в Виннице Подольской губернии Российской империи (ныне Винницкая область Украины). С 1919 года работал помощником костюмера, художником и актёром в передвижных театрах.
В 1926—1929 годах учился в Ленинградском институте сценических искусств, затем до 1932 года служил актёром и режиссёром Бакинского Театра рабочей молодёжи (ТРАМ). В 1932—1935 годах был главным режиссёром Московского ТРАМа. 
С 1931 года работал на различных студиях страны в качестве кинорежиссёра. В 1934 году поставил одну из первых советских музыкальных комедий «Гармонь» по мотивам поэмы Александра Жарова о жизни комсомольской деревни, где сам исполнил острогротесковую роль кулацкого сына Тоскливого. Поэтическое изображение природы сочеталось в картине с раскрытием чувств людей, с песнями, стихотворным диалогом.
Тема Гражданской войны на Украине, героического прошлого украинского и русского народов легла в основу фильмов «Дума про казака Голоту» (1937) на основе рассказа Аркадия Гайдара «Р. В. С.» и «Всадники» (1939) по роману Юрия Яновского. Работая в этом жанре, мастер добивался драматизации действия, образной поэтичности, передавал национальный колорит, атмосферу исторической эпохи.
Крупным явлением советской кинематографии стала монументальная народно-героическая драма «Богдан Хмельницкий» (1941) по сценарию Александра Корнейчука. Борьба украинского народа, его вольнолюбивые традиции поэтично, увлекательно, красочно воссозданы в фильме.
Во время Великой Отечественной войны вместе с другими киноработниками эвакуирован в Ашхабад, где работал на Ашхабадской киностудии, а затем на «Мосфильме». В августе 1944 года назначен художественным руководителем киностудии «Союздетфильм». В 1944 году вступил в ВКП(б).
Событиям войны посвящены фильмы «Партизаны в степях Украины» (1942) и «Иван Никулин — русский матрос» (1944), ставший единственным цветным игровым полнометражным фильмом, снятым по трёхцветному методу П. М. Мершина.

В 1945 году возглавил во ВГИКе режиссёрскую мастерскую. Среди его учеников были Александр Алов, Владимир Наумов, Генрих Габай, Латиф Файзиев, Феликс Миронер, Юрий Озеров, Сергей Параджанов, Марлен Хуциев, Алексей Коренев, Юрий Закревский, Лев Иванов, Лев Данилов. Владимир Наумов вспоминал: 
Савченко был для нас учителем в самом высоком, всеобщем смысле этого слова. А кроме того он был просто нашим другом — весёлым, озорным, остроумным человеком. И в творчестве своём он очень любил смешное и глубоко понимал его природу. Он не боялся оскорбить идею иронией, повредить истине весёлым тоном изложения. Он ощущал смешное как средство познания мира, а не как способ развеселить зрителя. Он был по-настоящему весёлый и жизнерадостный человек. Но вместе с тем в характере его, во всей его личности и даже в облике присутствовало какое-то постоянное, необъяснимое трагическое начало. Он словно предчувствовал свою раннюю смерть и нередко удивлял нас внезапными вспышками печали, которые неожиданно и, казалось, беспричинно охватывали его. Он не боялся смерти. Он был слишком молод для этого. Просто он ощущал, что умрёт совсем молодым.
В 1946 году вернулся к комедийной теме, поставив фильм «Старинный водевиль» по водевилю «Аз и ферт» Павла Фёдорова. Он стал вторым в СССР цветным игровым фильмом, снятым на трофейную немецкую плёнку Agfacolor. В картине особый акцент сделан на патриотизме русских людей в Отечественной войне 1812 года, а также отдана дань популярной в послевоенные годы теме высмеивания немцев.
Фильм «Третий удар» (1948) о Третьем Сталинском ударе Красной Армии с сильными батальными сценами позднее подвергся критике как один из примеров проявления культа личности Сталина в кино.
Был автором пьес «Нефть» (1930) и «Самолёт опаздывает на сутки» (1945, в соавторстве с Натаном Рыбаком), а также либретто пьес «Вредитель» (1931), «Лавина» (1945, в соавторстве с Натаном Рыбаком) и «Голубая папка» (19??).

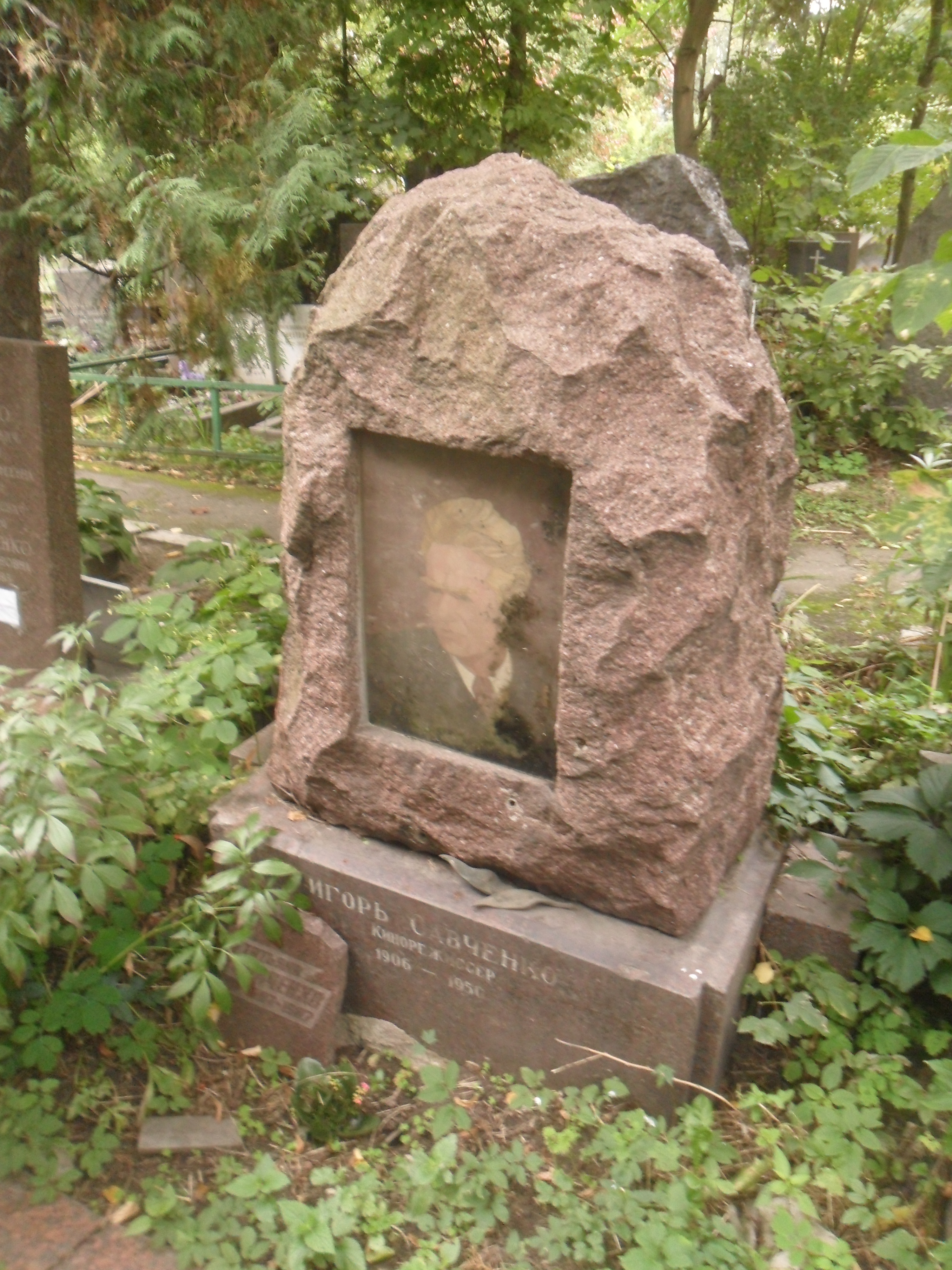
Могила Савченко на Новодевичьем кладбище Москвы

Умер 14 декабря 1950 года в Москве в возрасте 44 лет. Похоронен на Новодевичьем кладбище (участок № 4).
Преждевременная смерть оборвала работу над историко-биографическим фильмом «Тарас Шевченко» (1951), посвящённом жизни украинского поэта в крепостнической России 1840—1850-х годов. По воспоминаниям Наумова, Савченко успел завершить картину, однако при просмотре Сталин высказал двенадцать замечаний, которые необходимо было учесть. Министр кинематографии Иван Большаков не нашёл в себе смелости сказать, что режиссёр умер, и тогда по совету Михаила Ромма и Ивана Пырьева было решено поручить доработку фильма ассистентам и ученикам Савченко — Алову и Наумову, творческое сотрудничество которых продлилось затем тридцать лет.
Игорь Савченко был женат на Татьяне Яковлевне Савченко. В браке родился сын Валерий.

### Память
Кинорежиссёр Марлен Хуциев в честь учителя назвал Игорем сына и дал фамилию Савченко главному герою своего фильма «Весна на Заречной улице» (1956).
В 2007 году режиссёр Наталия Наумова сняла по сценарию своего отца документальный фильм «Короткая жизнь Игоря Савченко. Монолог об Учителе» .

## Творчество

### Режиссёрские работы
- 1931 — Никита Иванович и социализм (к/м, с А. А. Маковским, не сохранился)
- 1932 — Люди без рук (агитфильм, не сохранился)
- 1934 — Гармонь
- 1936 — Случайная встреча
- 1937 — Дума про казака Голоту
- 1939 — Всадники
- 1941 — Богдан Хмельницкий
- 1942 — Партизаны в степях Украины
- 1942 — Квартал № 14 (новелла из Боевого к/сб № 9)
- 1942 — Пленный из Дахау (к/м)
- 1942 — Левко (к/м)
- 1944 — Иван Никулин — русский матрос
- 1946 — Старинный водевиль
- 1948 — Третий удар
- 1951 — Тарас Шевченко

### Сценарии
- 1931 — Никита Иванович и социализм (к/м)
- 1932 — Люди без рук (агитфильм)
- 1934 — Гармонь
- 1936 — Случайная встреча
- 1937 — Дума про казака Голоту
- 1939 — Высокая награда
- 1942 — Партизаны в степях Украины
- 1942 — Годы молодые
- 1946 — Старинный водевиль
- 1951 — Тарас Шевченко

### Исполнитель ролей
- 1933 — Двадцать шесть комиссаров — лидер эсеров
- 1934 — Гармонь — Тоскливый, сын кулака
- 1935 — Любовь и ненависть

## Награды и премии
- Сталинская премия первой степени (1942) — за фильм «Богдан Хмельницкий» (1941)[11]
- Сталинская премия второй степени (1949) — за фильм «Третий удар» (1948)[12]
- Сталинская премия первой степени (1952 — посмертно) — за фильм «Тарас Шевченко» (1951)
- заслуженный деятель искусств РСФСР (1944)
- орден Трудового Красного Знамени (1948; 6.3.1950)
- Главная премия МКФ трудящихся в ЧССР (1948) — за фильм «Третий удар» (1948)
- Особый Почётный диплом МКФ в Карловых Варах (1952 — посмертно) — за режиссуру фильма «Тарас Шевченко» (1951)